# パラダイス・カフェ
『パラダイス・カフェ』は、1996年10月18日に発表された中島みゆきの24作目のオリジナルアルバムである。

## 制作、レコーディング
東京とロサンゼルスの2ヶ所で、それぞれ現地のスタジオ・ミュージシャンを交えて1曲ごとに2回ずつレコーディングを行い、中島自身が気に入ったテイクを選曲し、そのうちの8曲はロサンゼルスにてレコーディングされたものが採用された。また、ライブ感を出すためにヴォーカルとバンド演奏の同時録音を行った。

## プロモーション
本作の発売を記念して、渋谷パルコにてイベント『miss M.のパラダイス・カフェ』が1996年10月17日から27日まで開催された。イベントでは、本作の全収録曲をそれぞれイメージした11種類のオリジナルカクテルなどが提供された（カクテル名は各楽曲のタイトルだった）。

## リリース
1996年10月18日に、ポニーキャニオンからCD・APOの2形態でリリースされた。
現行盤のCDは、2001年にヤマハミュージックコミュニケーションズから発売されたものである。

## 記録
オリコンアルバムチャートでは最高7位を記録し、1977年にリリースされた3rdアルバム『あ・り・が・と・う』から本作品まで、中島のオリジナルアルバムが同チャートで22作連続で最高10位以内を獲得した。

## 収録曲
| 全作詞・作曲: 中島みゆき。 |                                               |            |            |                                               |      |
| #                          | タイトル                                      | 作詞       | 作曲・編曲 | 編曲                                          | 時間 |
| 1.                         | 「旅人のうた〈2nd Version〉」(WANDERERS SONG) | 中島みゆき | 中島みゆき | 瀬尾一三                                      | 5:02 |
| 2.                         | 「伝説」(LEGEND)                              | 中島みゆき | 中島みゆき | 瀬尾一三                                      | 4:46 |
| 3.                         | 「永遠の嘘をついてくれ」(LIE TO ME ETERNALLY) | 中島みゆき | 中島みゆき | 瀬尾一三                                      | 6:00 |
| 4.                         | 「ALONE, PLEASE」(LEAVE ME ALONE, PLEASE)     | 中島みゆき | 中島みゆき | 瀬尾一三                                      | 5:11 |
| 5.                         | 「それは愛ではない」(THIS IN NOT LOVE)        | 中島みゆき | 中島みゆき | 瀬尾一三                                      | 4:16 |
| 6.                         | 「なつかない猫」(UNTAMED CAT)                 | 中島みゆき | 中島みゆき | 瀬尾一三                                      | 4:42 |
| 7.                         | 「SINGLES BAR」                               | 中島みゆき | 中島みゆき | 瀬尾一三 ストリングスアレンジ: David Campbell | 5:55 |
| 8.                         | 「蒼い時代」(BLUE GENERATION)                 | 中島みゆき | 中島みゆき | 瀬尾一三                                      | 3:47 |
| 9.                         | 「たかが愛」(IT'S ONLY LOVE)                  | 中島みゆき | 中島みゆき | 瀬尾一三                                      | 5:46 |
| 10.                        | 「阿檀の木の下で」(UNDER THE SCREW PINE TREE) | 中島みゆき | 中島みゆき | 瀬尾一三 ストリングスアレンジ: David Campbell | 6:40 |
| 11.                        | 「パラダイス・カフェ」(PARADICE CAFE)         | 中島みゆき | 中島みゆき | 瀬尾一三                                      | 5:21 |
| 合計時間:                  | 合計時間:                                     | 合計時間:  | 57:26      |                                               |      |

## 楽曲解説
1. 旅人のうた〈2nd Version〉
  - 日本テレビ系のテレビドラマ『家なき子2』（1995年）[6]の主題歌として発表された楽曲のアルバムヴァージョン。テンポも速く歌唱も少し落ち着いたものとなっており、歌詞の構成もシングルヴァージョンと一部異なっている。
2. 伝説
  - 元々は、1994年の映画『四十七人の刺客』のために作られたが、別の曲の起用が決まっていたためにお蔵入りとなっていた曲。翌1997年に、映画『愛する』のイメージソングとして同作の劇場用予告編に起用された。
3. 永遠の嘘をついてくれ
  - 吉田拓郎に提供した曲のセルフカヴァーで、オリジナルはアルバム『Long time no see』（1995年）[7]に収録されている。
  - 楽曲制作の経緯は、1994年に泉谷しげるの呼びかけでニューミュージックの御大が集まったチャリティー・コンサート『日本を救え!』で、拓郎が、中島の「ファイト!」をカバーしたことに始まる。演奏し終えて、自分の作風のような曲だと感じながらも、自分にはもう「ファイト!」のような曲を創れないと感じた[8]。その後、拓郎は『Long time no see』のレコーディング中に中島を食事に誘い、楽曲提供を依頼した。作風については「遺書のような曲を（お願いします）」と要望したが[8][9]、拓郎のファンだった中島は「これを（拓郎の）最後の曲にはしない」という条件で引き受けた[9]。
  - 歌詞は「あなたの歌に心を揺さぶられてきたのに、その歌が噓だったなんて言わないでくれ、噓なら噓で構わない、ならば永遠の噓をついてくれ」という叱咤の気持ちがこめられている[10]。
  - 2006年のつま恋ライブでは、この曲で吉田と共演を果たした[11]。
4. ALONE, PLEASE
5. それは愛ではない
6. なつかない猫
  - 曲中で中島が猫の鳴き声を真似ている箇所がある。
7. SINGLES BAR
8. 蒼い時代
9. たかが愛
  - テレビ朝日系テレビドラマ『はみだし刑事情熱系』第1シリーズ（1996年）の主題歌で[12]、アルバムリリースの1ヵ月後にシングルカットされた。
10. 阿檀の木の下で
  - 太平洋戦争末期から日本に返還される前までの沖縄を擬人化したような曲。この曲について中島は本作リリース当時のインタビューで、曲の構想自体はかなり以前から存在したが、沖縄（に関する問題）を外側から見るだけでなく自分のこととして考えなければ歌にすることが出来ないという思いがあったことを語っている[13]。なお、タイトル中の「阿檀」とは、日本国内では主に沖縄に生息する植物のことである。
11. パラダイス・カフェ

## 演奏者
| 旅人のうた〈2nd Version〉 - Drums：Gregg Bissonette - E.Bass：Neil Stubenhaus - E.Guitar：Micheal Thompson, 今剛 - A.Guitar：Dean Parks - A.Piano：Jon Gilutin - Cello：藤森亮一 - Tambourine：斉藤ノブ - Keyboards：エルトン永田・中西康晴 - Programming：浦田恵司・中山信彦・小笠原学 - Background Vocals：和田惠子・山根麻衣・山根暁 伝説 - Drums：大久保敦夫 - E.Bass：美久月千晴 - E.Guitar：古川望 - Gut Guitar：中村修司 - A.Piano & Keyboards：中西康晴 - Programming：浦田恵司・小笠原学・瀬尾一三 永遠の嘘をついてくれ - Drums：大久保敦夫 - E.Guitar：今剛 - 12 strings A.Guitar：中村修司 - A.Piano, Keyboards & Synth.Bass：中西康晴 - Programming：浦田恵司 - Background Vocals：比山貴咏史・木戸恭弘・岩崎元是・和田惠子・山根麻衣・山根暁 ALONE, PLEASE - Drums：Russ Kunkel - Upright Bass：Chuck DoManico - E.Guitar：Micheal Thompson - A.Piano：Jon Gilutin - Keyboards：瀬尾一三 - Programming：浦田恵司・小笠原学 - Background Vocals：Julia, Maxine & Oren Waters それは愛ではない - Drums：Gregg Bissonette - E.Bass：Neil Stubenhaus - E.Guitar & Solo：Micheal Thompson - A.Guitar：Dean Parks - A.Piano：Jon Gilutin - Alto & Tenor Saxes：古村敏比古 - Keyboards：エルトン永田 - Programming：浦田恵司・小笠原学 - Background Vocals：Julia, Maxine & Oren Waters | なつかない猫 - Drums：Gregg Bissonette - E.Bass：Neil Stubenhaus - E.Guitars：Micheal Thompson, Dean Parks - Slide Guitar：Micheal Thompson - A.Piano & Organ B3：Jon Gilutin - Tambourine：斉藤ノブ - Background Vocals：Julia, Maxine & Oren Waters SINGLES BAR - Drums：Gregg Bissonette - E.Bass：Neil Stubenhaus - E.Guitar：Micheal Thompson - A.Guitar：Dean Parks - A.Piano：Jon Gilutin - Keyboards：エルトン永田 - Programming：浦田恵司・小笠原学 - Strings Arrangement：David Campbell - Contractor：Suzie Katayama - Concertmaster：Sid Page 蒼い時代 - Drums：大久保敦夫 - E.Bass：美久月千晴 - E.Guitar：古川望 - Gut Guitar：中村修司 - Keyboards：中西康晴 - Programming：小笠原学 たかが愛 - Drums：Gregg Bissonette - E.Bass：Neil Stubenhaus - E.Guitar & Solo：Micheal Thompson - E.Guitar：Dean Parks, 今剛 - A.Piano：Jon Gilutin - Percussion：Walfredo Reyes Jr. - Keyboards：中西康晴 - Programming：中山信彦・浦田恵司・小笠原学 - Background Vocals Julia, Maxine & Oren Waters 阿檀の木の下で - A.Piano：Jon Gilutin - Strings Arrangement：David Campbell - Contractor：Suzie Katayama - Concertmaster：Sid Page - Keyboards Programming：瀬尾一三・浦田恵司・小笠原学 パラダイス・カフェ - Drums：Russ Kunkel - E.Bass：Abe Laboriel - E.Guitars & Solo：Micheal Thompson - A.Piano & Organ B3：Jon Gilutin - Percussion：Walfredo Reyes Jr. - Keyboards：エルトン永田 - Programming：浦田恵司 - Harmony Vocal：中島みゆき - Background Vocals：Julia, Maxine & Oren Waters |